# Suzana Ardeleanu
Suzana Clara „Zsuzsa” Ardeleanu z d. Tași (ur. 8 marca 1946 w Satu Mare) – rumuńska florecistka, wielokrotna medalistka mistrzostw świata.
Podczas mistrzostw świata w Paryżu w 1965 roku Rumunki w składzie: Ileana Gyulai-Drîmbă, Ecaterina Stahl-Iencic, Olga Szabó-Orbán, Suzana Tași i Maria Vicol zdobyły srebro w zawodach drużynowych. W tej samej konkurencji zdobyła też złoty medal na mistrzostwach świata w Hawanie (1969) oraz brązowe medale na mistrzostwach świata w Göteborgu (1973), mistrzostwach świata w Grenoble (1974), mistrzostwach świata w Budapeszcie (1975), mistrzostwach świata w Buenos Aires (1977) i mistrzostwach świata w Hamburgu (1978).
Została zgłoszona do startu we florecie drużynowym na igrzyskach olimpijskich w Monachium w 1972 roku, jednak ostatecznie nie wystąpiła. Brała też udział w igrzyskach olimpijskich w Moskwie w 1980 roku, gdzie indywidualnie odpadła w drugiej rundzie, a w zawodach drużynowych zajęła dziewiąte miejsce.
Jej mąż, Ștefan Ardeleanu, także uprawiał szermierkę. Oboje pracowali jako trenerzy.